# Сирома сам ал’ сам бесан
Сирома’ сам ал’ сам бесан је југословенски филм из 1970. године. Режирао га је Драгољуб Ивков који је написао и сценарио. Већина и главни кадрови су снимљени у Скореновцу и Панчеву, а мањи делови у још неким околним селима.

## Радња
У забаченом војвођанском селу сељаци желе да отворе кланицу. Берберин, постаје важна личност и делегат фабрике. И кад се чини да је берберин успео у животу, његова девојка умире, власти одбијају захтев за кланицу, а сељаци га бојкотују. Тада напушта село са певачицом како би покушао све из почетка.

## Улоге
| Глумац                    | Улога                    |
| ------------------------- | ------------------------ |
| Љубиша Самарџић           | Сава                     |
| Ана Матић                 | Марика                   |
| Дара Чаленић              | певачица                 |
| Бранислав Цига Миленковић | Цајкаш                   |
| Ксенија Мартинов          |                          |
| Мирослава Бобић           | Радмила (као Мира Бобић) |
| Драгољуб Петровић         | Барон                    |
| Миодраг Андрић            | тракториста              |
| Драгомир Фелба            | милиционер               |
| Јозеф Хорват              |                          |
| Милорад Мајић             |                          |
| Предраг Милинковић        | конобар                  |
| Стеван Миња               | Човек у задрузи          |